# 丽塔 (以色列歌手)
丽塔（希伯來語：‎，本名Rita Yahan-Farouz，1962年3月24日—），是一位以色列流行歌手兼演员。

## 早年生活
丽塔生于伊朗德黑蘭，她与家人于1970年移居以色列。其双亲都是犹太人；她的父母都是在以色列1948年建国后的大规模犹太人回归潮中从伊朗移民回来的伊朗犹太人。

## 音乐及表演生涯

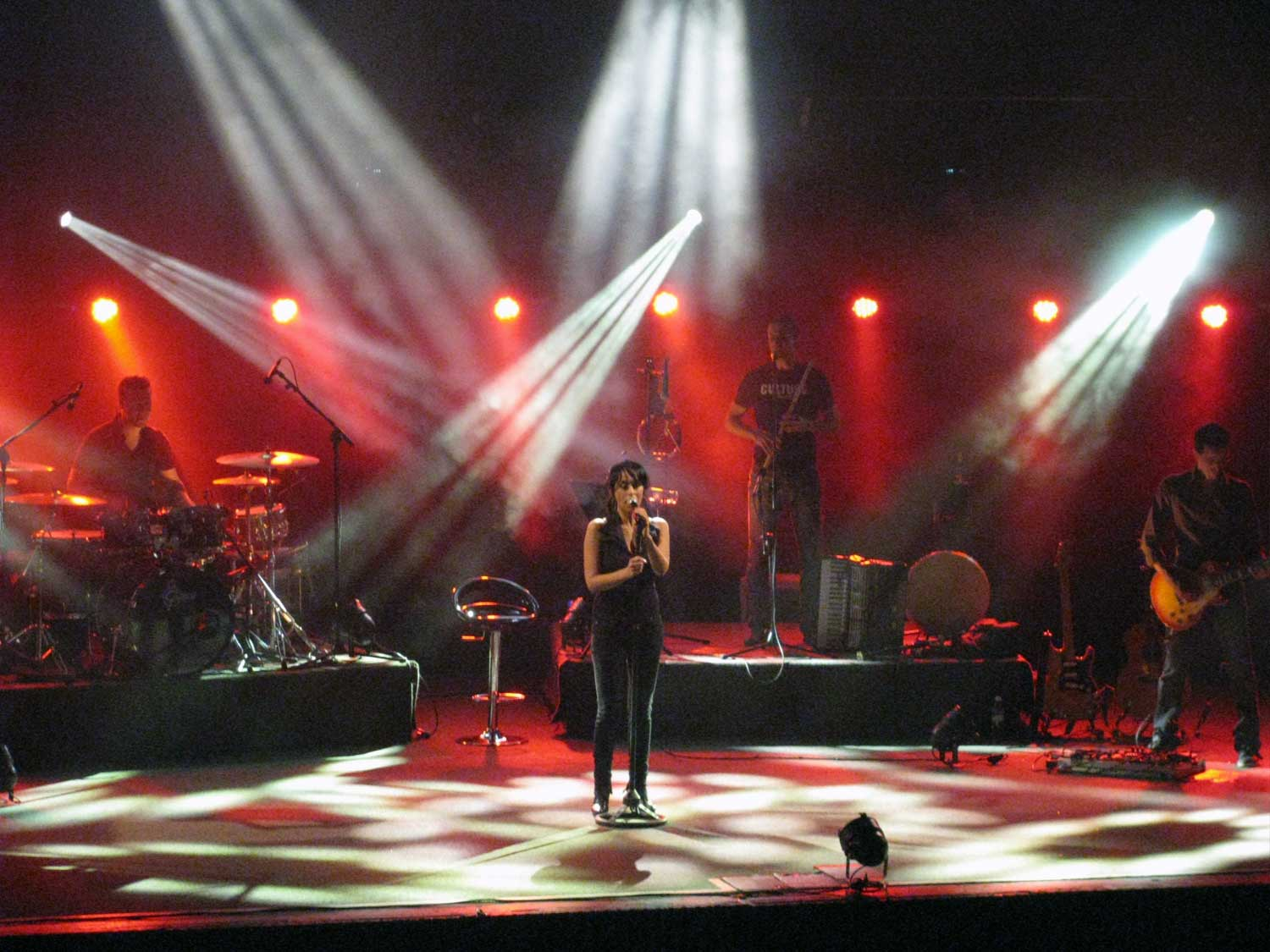
丽塔在耶路撒冷演唱会上

丽塔的职业生涯从1980年加入以色列國防軍的军乐队开始。1982年，她进入"Beit Zvi"表演学校。她在以色列的首次公开亮相时在1986年欧洲歌唱大赛预选赛（即Kdam-Eurovision）上，该赛可以决定谁将代表以色列参加欧洲歌唱大赛。丽塔没有胜出，但她的参赛歌曲《Shvil habricha》与其极具感染力的表现为其积聚了人气。同年，丽塔参与了《窈窕淑女》的改编剧并发布了同名专辑《丽塔》，后者取得了销量12万以上的3白金唱片的好成绩。
1988年，丽塔发布了由其丈夫Rami Kleinstein制作的第二张专辑《Yemei Ha'Tom（纯真年代）》，收录了著名以色列编剧Hanoch Levin的一首歌。1988年与1989年，她当选以色列国家电台的年度歌手。
在1990年，凭借Shara Barkhovot（路歌）丽塔终于得以代表以色列参加欧洲歌唱大赛的资格，但只获得第18名。短暂修整后，丽塔与1994年携第三张专辑《Ahava Gedola（大爱）》回归，该专辑依旧成功，她凭此在全国巡演3年。《Tahanot Bazman（时光车站）》发行于1996年，主要是之前未发布的素材。
1998年，丽塔应邀在以色列建国50周年庆典上演唱国歌《Hatikvah（希望）》。某些人认为其献唱报酬过高而引起过小波澜，最终她被总理Benjamin Netanyahu说服参演。据报道，她将演出所得全部捐给慈善组织。
1999年，丽塔的专辑《Tiftah Halon（打开一扇窗）》也获得巨大成功，其后的《Hamtzan（氧气）》稍逊一筹。2004年，丽塔在为Beit Leisin剧院改编的音乐剧《芝加哥》中饰演Roxie Hart一角。 （页面存档备份，存于）
2006年，丽塔的新剧《One（一个）》在以色列商会中心演出了1个月。这出由Hanoch Rozen执导，包含了激光、焰火、3维影像、烟雾，40个舞者、演员、杂技演员参演的豪华巨献售出10万多张门票。
5年未出新专辑的她发布了第七张专辑《Remazim（线索）》。

## 个人生活
丽塔的丈夫是流行钢琴师、作曲家兼歌手Rami Kleinstein，他们又两个女儿Meshi和Noam。二人曾在2001年同台演出，并2007年9月3日宣布分手。

## 唱片目录
| 年   | 专辑名            | 译名       | 以色列记录 |
| ---- | ----------------- | ---------- | ---------- |
| 1985 | 丽塔              |            | 4x白金     |
| 1987 | 打破那些墙        |            | 金         |
| 1988 | Yamey Ha-Tom      | 纯真年代   | 5x金       |
| 1994 | Ahava Gdola       | 大爱       | 4x白金     |
| 1996 | Tahanot BaZman    | 时光车站   | 2x白金     |
| 1999 | Tiftah Halon      | 打开一扇窗 | 2x白金     |
| 2000 | 和平时光          |            | 金         |
| 2001 | Rita & Rami在台上 |            | 5x金       |
| 2003 | Hamtsan           | 氧气       | 金         |
| 2007 | 一个 (演唱会)     |            | 金         |
| 2008 | Remazim           | 线索       | 白金       |

## 外部連結
- Official website（页面存档备份，存于）
- 丽塔在互联网电影资料库（IMDb）上的資料（英文）

| 前任： Gili & Galit | 歐洲歌唱大賽以色列代表 1990 | 繼任： Duo Datz |